# Хорія (комуна, Нямц)
Хорія (рум. Horia) — комуна у повіті Нямц в Румунії. До складу комуни входять такі села (дані про населення за 2002 рік):
- Коту-Вамеш (3289 осіб)
- Хорія (3815 осіб)

Комуна розташована на відстані 281 км на північ від Бухареста, 41 км на схід від П'ятра-Нямца, 58 км на південний захід від Ясс.

## Населення
За даними перепису населення 2002 року у комуні проживали 7104 особи.
Національний склад населення комуни:
| Національність | Кількість осіб | Відсоток |
| -------------- | -------------- | -------- |
| румуни         | 7005           | 98,6%    |
| цигани         | 96             | 1,4%     |
| угорці         | 1              | < 0,1%   |
| серби          | 1              | < 0,1%   |

Рідною мовою назвали:
| Мова      | Кількість осіб | Відсоток |
| --------- | -------------- | -------- |
| румунська | 7007           | 98,6%    |
| циганська | 95             | 1,3%     |
| угорська  | 1              | < 0,1%   |

Склад населення комуни за віросповіданням:
| Релігія       | Кількість осіб | Відсоток |
| ------------- | -------------- | -------- |
| православні   | 7010           | 98,7%    |
| адвентисти    | 54             | 0,8%     |
| римо-католики | 29             | 0,4%     |
| бретрени      | 6              | 0,1%     |
| старообрядці  | 2              | < 0,1%   |
| лютерани      | 2              | < 0,1%   |
| реформати     | 1              | < 0,1%   |

## Зовнішні посилання
- Дані про комуну Хорія на сайті Ghidul Primăriilor [Архівовано 11 грудня 2008 у Wayback Machine.]